# Confederación de Tenis de Centroamérica y el Caribe
La Confederación de Tenis de Centroamérica y el Caribe (COTECC) es la dependencia de la Federación de Tenis Internacional (ITF) en la región que tiene por finalidad ejecutar políticas que desarrollen el tenis en América Central y el Caribe. El organismo tiene su sede en Santo Domingo, República Dominicana, y está compuesta por 34 países.
El propósito de COTECC es fomentar, dirigir, organizar, reglamentar, difundir y diseminar la práctica del tenis; organizar, auspiciar y/o dirigir torneos, campeonatos, programa de adiestramiento y talleres de trabajo para las Federaciones Nacionales de Tenis del Caribe y Centroamérica; y mantener afiliación con la Federación Internacional de Tenis en representación del área geográfica del Caribe y Centroamérica.
COTECC es una de las seis regionales en las que se divide el tenis a nivel mundial, junto a la Confederación Sudamericana de Tenis (Cosat), Confederación Africana de Tenis (CAT), Federación Asiática de Tenis (ATF), Federación de Tenis de Oceanía (OTF) y la Asociación Europea de Tenis (TE).
El organismo regional cuenta con dos Oficiales de Desarrollo que tienen por finalidad continuar elevando el nivel de tenis en la región. Uno de ellos es Cecilia Ancalmo, de El Salvador, encargada de Centroamérica y los países de habla hispana del Caribe; y John Goede, de Surinam, responsable de las naciones del Caribe inglés, francés y holandés.

## Historia
COTECC nace en el año 1992 como uno de los puntos tratados en la Asamblea General Anual de la ITF realizada en La Romana, República Dominicana, en la que se acordó crear un organismo rector del tenis que uniera a los países de Centroamérica, el Caribe español y el Caribe Inglés.
Fue así como ese mismo año, en México, se firmaron los estatutos de COTECC y se seleccionó al también mexicano Jesús Topete como el primer presidente de la Confederación para un período de dos años.
Sin embargo, como cuenta el expresidente del organismo Gonzalo Mejía, hubo otras organizaciones que precedieron a COTECC como rectoras del tenis en el área, aunque nunca obtuvieron el reconocimiento por parte de la ITF. En 1968, a raíz del inicio de la Era Abierta, el tenis fue dejado fuera del olimpismo, lo que automáticamente provocaba que no se compitiera en ese deporte en los Juegos Panamericanos ni en los Centroamericanos y del Caribe.
Esta situación provocó que varios países fundaran la Confederación Panamericana de Tenis en 1971, la cual contaba con el reconocimiento de los comités olímpicos nacionales de toda América, lo que dio al traste con la vuelta del tenis a los Centroamericanos y del Caribe Santo Domingo 74 y los Panamericanos de México 75.
Mejía agrega que para el año 1982, en el marco de los Juegos Centroamericanos y del Caribe de La Habana, en Cuba, se formó lo que sirvió de base para crear a la COTECC que tenemos en la actualidad: la Confederación Centroamericana y del Caribe de Tenis, con gran parte de los países que la componen hoy en día.

## Presidente
Las elecciones de COTECC para el Comité Directivo se realizan cada dos años en la Asamblea General Anual, en la que los países miembros escogen a un presidente, dos vicepresidentes, dos directores y a cada uno de los cuatro responsables de las subregiones.
El actual presidente es Persio Maldonado, de República Dominicana, quien fue reelecto en junio pasado para el período 2018-2020. En 2016, Maldonado asumió la titularidad de la institución por primera vez.
Maldonado releva en el cargo al salvadoreño Enrique Molins, quien estuvo liderando el organismo regional entre los años 2000 y 2016, siendo este el período más largo para un presidente en la historia de COTECC.
Anterior a Molins y Maldonado estuvieron como presidentes Jesús Topete, de México, entre 1992 y 1996, y Gonzalo Mejía, de República Dominicana, entre 1996 y 2000.

## Comité Directivo 2018-2020
| Cargo               | Nombre              | País                           |
| ------------------- | ------------------- | ------------------------------ |
| Presidente          | Persio Maldonado    | República Dominicana           |
| 1.er Vicepresidente | Carlos Bravo        | Costa Rica                     |
| 2.º Vicepresidente  | William McComb      | Islas Vírgenes Estadounidenses |
| Director            | Héctor Cabrera      | Puerto Rico                    |
| Director            | Hayden Mitchell     | Trinidad y Tobago              |
| Subregión 1         | José Antonio Flores | México                         |
| Subregión 2         | Rafael Arévalo      | El Salvador                    |
| Subregión 3         | Rosa María Martínez | Puerto Rico                    |
| Subregión 4         | Jermille Danclar    | Trinidad y Tobago              |

## Países miembros
| País                                 | Asociación                                          | Sede                          | Presidente             |
| ------------------------------------ | --------------------------------------------------- | ----------------------------- | ---------------------- |
| Anguila                              | Asociación Nacional de Tenis de Anguila             | El Valle                      | Ernest Valentine Banks |
| Antigua y Barbuda                    | Asociación de Tenis de Antigua y Barbuda            | Saint John                    | Cordell Williams       |
| Aruba                                | Asociación de Tenis de Aruba                        | Oranjestad                    | Ronald Tchong          |
| Bahamas                              | Asociación de Tenis de Bahamas                      | Nassau                        | Darnette Weir          |
| Barbados                             | Asociación de Tenis de Barbados                     | Bridgetown                    | Raymond Forde          |
| Belice                               | Asociación de Tenis del Belice                      | Ciudad de Belice              | Edward Nabil Musa      |
| Bermudas                             | Asociación de Tenis de Bermudas                     | Hamilton                      | Michael Wolfe          |
| Bonaire                              | Federación de Tenis de Bonaire                      | Kralendijk                    | Nigel Paul             |
| Costa Rica                           | Federación Costarricense de Tenis                   | San José                      | Carlos Bravo           |
| Cuba                                 | Federación Cubana de Tenis de Campo                 | Havana                        | Alexander Ferrales     |
| Curazao                              | Federación de Tenis Curaçao                         | Willemstad                    | Albert Martis          |
| El Salvador                          | Federación Salvadoreña de Tenis                     | San Salvador                  | Rafael Arévalo         |
| Granada                              | Asociación de Tenis de Granada                      | Saint George                  | Curlan Gilchrist       |
| Guadalupe                            | Federación de Tenis de Guadalupe                    | Point-a-Pitre                 | Christian Forbin       |
| Guatemala                            | Federación Nacional de Tenis de Guatemala           | Ciudad de Guatemala           | Tulio Dávila           |
| Guayana Francesa                     | Federación de Tenis de Guyana Francesa              | Cayena                        | Fabrice Prevot         |
| Guyana                               | Asociación de Tenis de Guayana                      | Georgetown                    | Samuel Barakat         |
| Haití                                | Federación Haitiana de Tenis                        | Puerto Príncipe               | Joseph Etienne         |
| Honduras                             | Federación Hondureña de Tenis                       | Tegucigalpa                   | Ivanhoe Cálix          |
| Islas Caimán                         | Federación de Tenis de las Islas Caimán             | George Town                   | Susan Lindsay          |
| Islas Vírgenes Británicas            | Asociación de Tenis de Islas Vírgenes Británicas    | Road Town                     | Carol Mitchell         |
| Islas Vírgenes de los Estados Unidos | Asociación de Tenis de las Islas Vírgenes           | Saint Thomas (Islas Vírgenes) | Kelly Kuipers          |
| Jamaica                              | Tenis Jamaica                                       | Kingston                      | Aswad Morgan           |
| Martinica                            | Federación Martiniquesa de Tenis                    | Fort-de-France                | Germain Soumbo         |
| México                               | Federación Mexicana de Tenis                        | Ciudad de México              | José Antonio Flores    |
| Nicaragua                            | Federación Nicaragüense de Tenis                    | Managua                       | Luis Silva             |
| Panamá                               | Federación Panameña de Tenis                        | Ciudad de Panamá              | Jorge Arrue            |
| Puerto Rico                          | Asociación de Tenis de Puerto Rico                  | Santurce                      | Héctor Cabrera         |
| República Dominicana                 | Federación Dominicana de Tenis                      | Santo Domingo                 | Persio Maldonado       |
| San Cristóbal y Nieves               | Asociación de Tenis de San Cristóbal y Nieves       | Basseterre                    | Watkins C. Chiverton   |
| San Vicente y las Granadinas         | Asociación de Tenis de San Vicente y las Granadinas | Kingstown                     | Brian Nash             |
| Santa Lucía                          | Asociación de Tenis de Santa Lucía                  | Castries                      | Stephen Mcnamara       |
| Surinam                              | Federación de Tenis de Surinam                      | Paramaribo                    | Diego Van der Zwart    |
| Trinidad y Tobago                    | Asociación de Tenis de Trinidad y Tobago            | Puerto de España              | Hayden Mitchell        |

## Subregiones
| Subregiones     | Países |
| --------------- | --- |
| México          | México |
| Centroamérica   | Belice, Costa Rica, El Salvador, Guatemala, Honduras, Nicaragua y Panamá |
| Caribe Noroeste | Bahamas, Bermudas, Cuba, Haití, Islas Caimán, Jamaica, Puerto Rico y República Dominicana |
| Caribe Sureste  | Anguila, Antigua y Barbuda, Aruba, Barbados, Bonaire, Curazao, Granada, Guadalupe, Guayana Francesca, Guyana, Islas Vírgenes Británicas, Islas Vírgenes Estadounidenses, Martinica, San Cristóbal y Nieves, San Vicente y las Granadinas, Santa Lucía, Surinam y Trinidad y Tobago |